# In the Mouth of Madness
In the Mouth of Madness (br: À Beira da Loucura / pt: A Bíblia de Satanás) é um filme estadunidense de 1994, do gênero terror, dirigido por John Carpenter e estrelado por Sam Neill. Julie Carmen, David Warner, Charlton Heston e Jürgen Prochnow. O filme é a terceira instalação da série de filmes de Carpenter chamado Trilogia do Apocalipse, precedido por O Enigma do Outro Mundo e O Príncipe das Sombras.

## Sinopse
O investigador freelance John Trent (Sam Neill) é contratado para achar Sutter Cane (Jürgen Prochnow), um escritor de histórias de terror que, após terminar seu último livro, misteriosamente desapareceu. Mesmo desconfiando que isso não passa de uma jogada publicitária, aceita o trabalho. Passa a ler seus livros, procurando pistas da cidade onde Cane possa estar escondido, mas estes livros são macabros e, após sua leitura, as pessoas agem de um modo estranho.

## Elenco
| Ator                | Personagem      |
| ------------------- | --------------- |
| Sam Neill           | John Trent      |
| Jürgen Prochnow     | Sutter Cane     |
| Julie Carmen        | Linda Styles    |
| David Warner        | Dr. Wrenn       |
| John Glover         | Saperstein      |
| Bernie Casey        | Robinson        |
| Peter Jason         | Sr. Paul        |
| Charlton Heston     | Jackson Harglow |
| Frances Bay         | Sra. Pickman    |
| Kevin Rushton       | Guarda          |
| Hayden Christensen  | Jornaleiro      |
| Wilhelm von Homburg | Simon           |
| Sean Roberge        | Desk Clerk      |
| Kieran Sells        | Criança         |
| Kevin Zegers        | Criança         |
| Katie Zegers        | Criança         |

Influencias
O filme faz referências e homenagens a dois autores famosos do horror que são, H.P Lovecraft e Stephen King, com muitas referências as suas história mais famosas assim como os temas.